# 茲拉茲科韋 (波洛希區)
47°19′48″N 36°26′46″E / 47.33000°N 36.44611°E

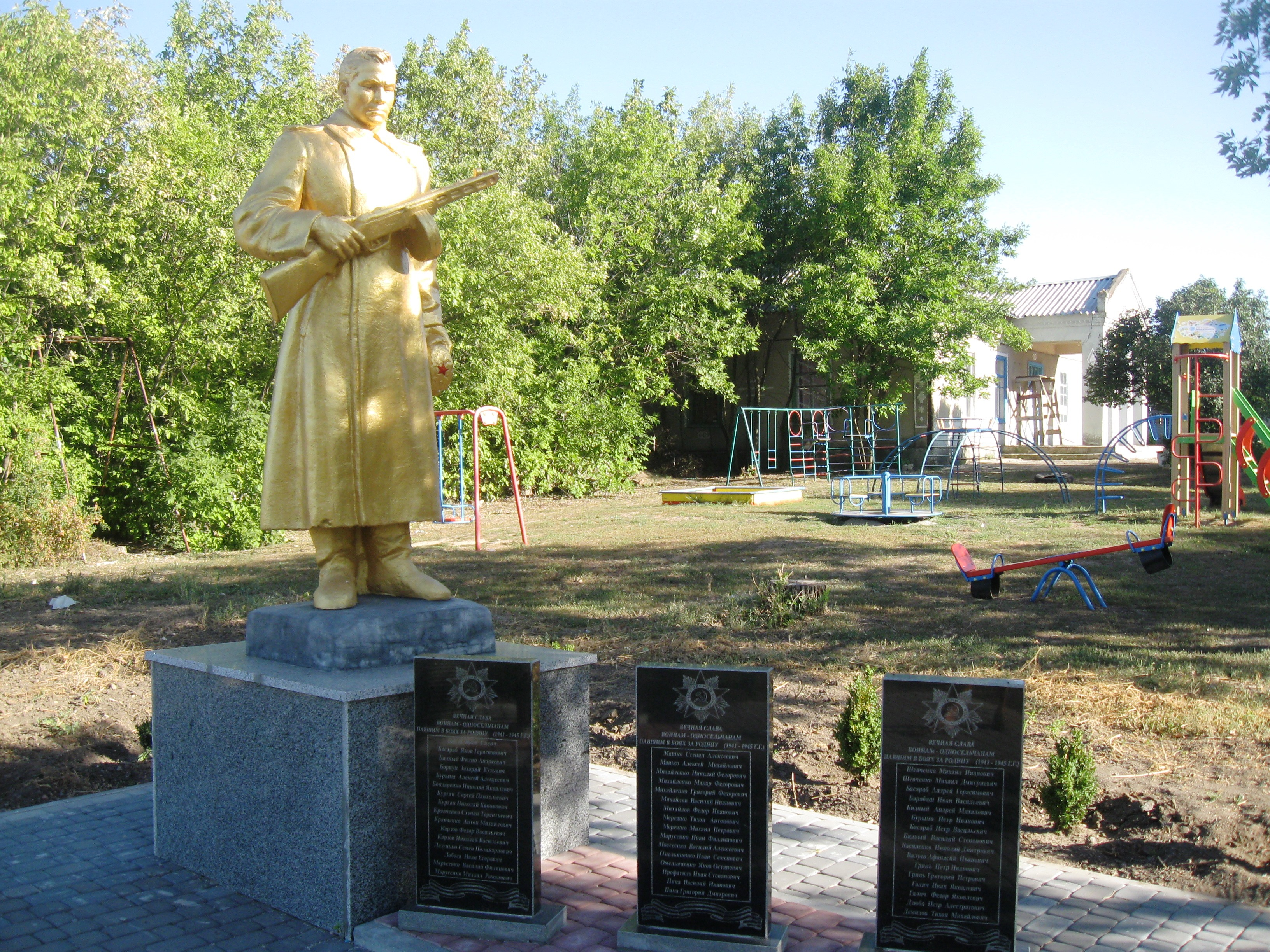
烈士纪念碑

茲拉茲科韋（烏克蘭語：Зразкове）是位於烏克蘭東南部的村莊，由扎波羅熱州波洛希區的斯米爾諾韋市鎮負責管轄。該村面積1.09平方公里，海拔高度170米，2001年人口129，人口密度每平方公里118.4人。